# Національний проєкт дизайнерського мистецтва
Національний центр дизайнерського мистецтва FashionGlobusUkraine це соціо-культурний проєкт, який об'єднує майже 80 дизайнерів із всіх регіонів України і має стратегію розвитку дизайнерського мистецтва та легкої промисловості нашої країни.

## Історія створення
Датою появи організації можна вважати 1 жовтня 2014 року, саме тоці відбулося відкриття Центру. Ініціатором його створення стала Голда Віноградська — відомий дизайнер, Віце-президент Конфедерації дизайнерів та стилістів України.

## Напрямки діяльности проєкту
Ідеологічне об'єднання дізайнерів з усіх регіонів України, включаючи Крим і Донбас, надання ім можливості представити свої роботи в центрі Києва на Майдані Незалежності, символізуючи тим самим єдність країни.
Підтримка національної культури, вивчення карти ментальних особливостей одягу.
Розвиток туризму у столиці — відвідувачі мають нагоду побачити колоритні речі, майстер класи по handmade, прослухати лекції по історії костюму за регіонами, побувати на культурних заходах.
Привернення уваги світового суспільства до величезного культурного потенціалу України. Цікаві спільні покази дизайнерів з різних регіонів, створення імідж-проєкту, що гідно представлятиме Україну за кордоном. За допомогою проєктів культурних обмінів між делегаціями майстрів різних країн налагоджуються зв'язки народно-культурної дипломатії.
Демонстрація високого професійного рівня українських дизайнерів з метою довести світовій індустрії моди, що Україна спроможна пропонувати достойні дизайнерські, конструкторські та технологічні рішення.
Втілення ідей розвитку легкої промисловості в Україні, співпраця з вузами та профтехучилищами та Міністерством освіти та науки України, адаптація програми навчання студентів під вимоги сучасного ринку роботодавців.

## Досягнення
У лютому 2015 р. була показана спільна колекція від 12 регіонів України на Нью-Йорк fashionweek, яка продемонструвала світові єдність регіонів України, її талант та миролюбність.
15 травня 2015 р. відбувся наш перший дипломатичний захід із Посольством Індонезії в Україні a з метою сприяння культурному обміну між країнами.